# Madness Live – To the Edge of the Universe & Beyond
Madness Live - To The Edge of the Universe & Beyond – dwupłytowy album koncertowy brytyjskiego zespołu ska - pop rockowego Madness. Nagrań dokonano w czasie trasy zespołu która miał miejsce na przełomie 2005 i 2006 roku. Wydany został w listopadzie 2006 roku (19.11.06 dysk 1, 26.11.06 dysk 2) jako materiał promocyjny dodawany do brytyjskiego dziennika The Mail on Sunday. W nagraniach nie brał udziału Chris Foreman (Chrissy Boy).

## Spis utworów

### dysk 1
1. The Prince	2:42 (Thompson)
2. My Girl	2:44 (Barson)
3. Embarrassment	3:10 (Thompson/Barson)
4. House Of Fun	2:55 (Thompson/Barson)
5. The Sun And The Rain	3:32 (Barson)
6. Bed & Breakfast Man	2:38 (Barson)
7. Razor Blade Alley	2:52 (Thompson)
8. Prospects 3:59 (Smyth/McPherson)
9. Grey Day 4:57 (Barson)
10. It Must Be Love 3:31 (Siffre)

### dysk 2
1. Baggy Trousers 2:31 (Foreman/McPherson)
2. Our House 3:15 (Smyth/Foreman)
3. Shut Up 3:21 (Foreman/McPherson)
4. Love Struck	3:41 (Thompson/Barson)
5. Close Escape	2:42 (Foreman/Thompson)
6. Wings Of A Dove 3:35 (Smyth/McPherson)
7. Driving In My Car 3:24 (Barson)
8. March Of The Gherkins	3:31 (Barson)
9. In The City	2:57 (Smyth/McPherson/Barson)
10. Night Boat To Cairo 4:02 (McPherson/Barson)

## Muzycy
- Suggs – wokal
- Mike Barson (Monsieur Barso) – instrumenty klawiszowe
- Mark Bedford (Bedders) – gitara basowa
- Lee "Kix" Thompson – saksofon, drugi wokal, wokal
- Daniel Woodgate (Woody) - perkusja, instrumenty perkusyjne
- Cathal Smyth (Chas Smash) – drugi wokal, trąbka, wokal
- Kevin Burdette - gitara (gościnnie)
- Steve Turner - saksofon w "It Must Be Love"